# Gustave Deloye
Gustave Deloye (ou Déloye), né le 30 avril 1838 à Sedan et mort le 15 février 1899 à Paris 9e, est un sculpteur et médailleur français.

## Biographie
Gustave Deloye obtient le second grand prix de Rome de sculpture en 1862, après avoir été l’élève de François Jouffroy et de Jean-Pierre Dantan à l'École des beaux-arts de Paris. Il expose fréquemment aux Salons où ses envois sont toujours remarqués. L’État lui confie la commande de plusieurs monuments.
On lui doit les cariatides du château de Chenonceau, du château de La Boissière et du château d'Aynac. La municipalité de Nice lui confie l'exécution du Monument à Garibaldi (1891), d'après l'esquisse d'Antoine Étex.
Il est sculpteur à la Manufacture de Sèvres de 1888 à 1897.
Il exécute aussi de grands travaux décoratifs à la Cour de Vienne et à celles de Rome et de Saint-Pétersbourg.
Il est inhumé à L'Étang-la-Ville. Il était l'oncle du sculpteur Jules Visseaux.

## Œuvres
- Cariatides du château de Chenonceau ;
- cariatides du château de La Boissière ;
- buste de Jean-François Berthelier, Musée de Picardie, Amiens ;
- buste de la marquise de Pompadour, Musée de Picardie, Amiens ;
- Buste d'enfant, biscuit ;
- buste de Léon Noël, cimetière du Père-Lachaise, Paris ;
- Jeune femme nue, marbre signé et daté 1870 ; hauteur 94 cm[5];
- Monument à Garibaldi d'après Antoine Etex, Nice (1891) ;
- La Fortune et la Force, bas-relief de la maison d'Auguste Hériot à Essoyes ;
- statue de saint Marc, Musée d'Orsay, Paris (vers 1878) ;
- statue de Johan Christian Fabricius, façade du Musée d'histoire naturelle de Vienne (Autriche) ;
- statue de René Just Haüy, façade du Musée d'histoire naturelle de Vienne (Autriche) ;
- statue de Nikolaus Joseph von Jacquin, façade du Musée d'histoire naturelle de Vienne (Autriche) ;
- statue d'Antoine-Laurent de Jussieu, façade du Musée d'histoire naturelle de Vienne (Autriche)...

## Hommage et distinctions
- Gustave Deloye a été décoré de la croix de chevalier de la Légion d’honneur (1892)[6].
- une rue de Nice porte son nom.

## Galerie

Œuvres de ou d'après Gustave Deloye
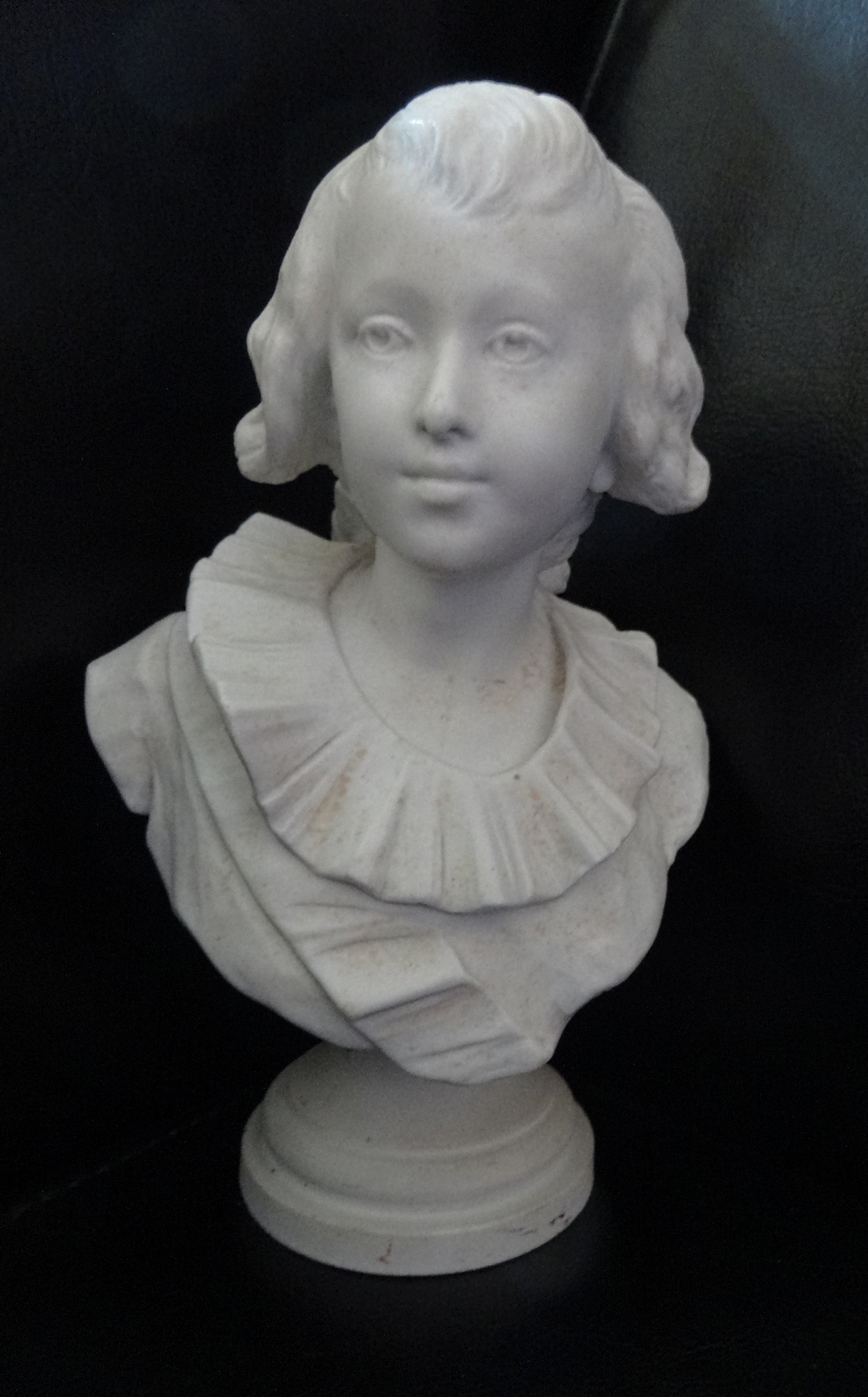
Buste d'enfant, biscuit signé "G. Deloye", S.D., collection particulière niçoise.
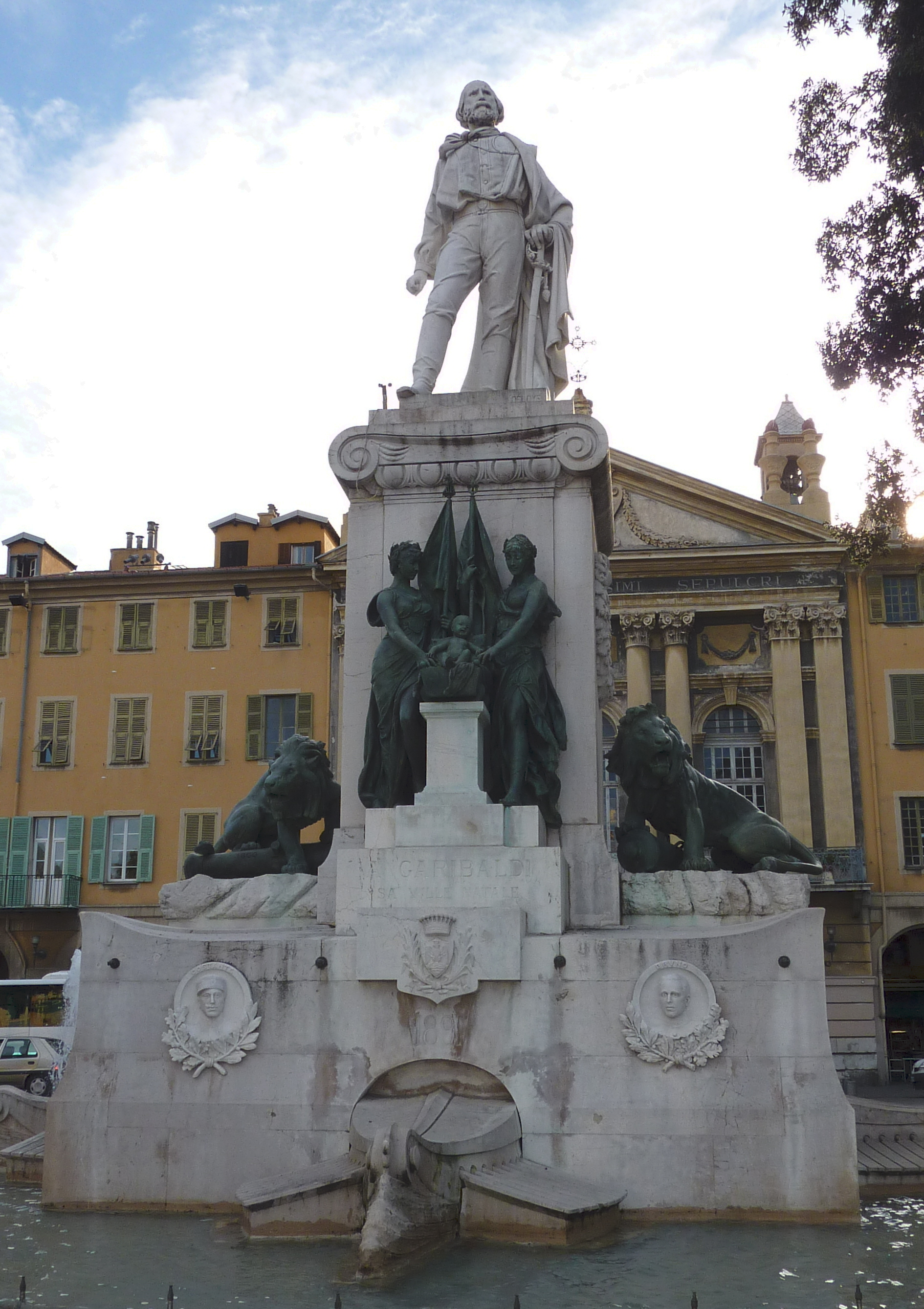
Monument à Garibaldi (1888), Nice, place Garibaldi.
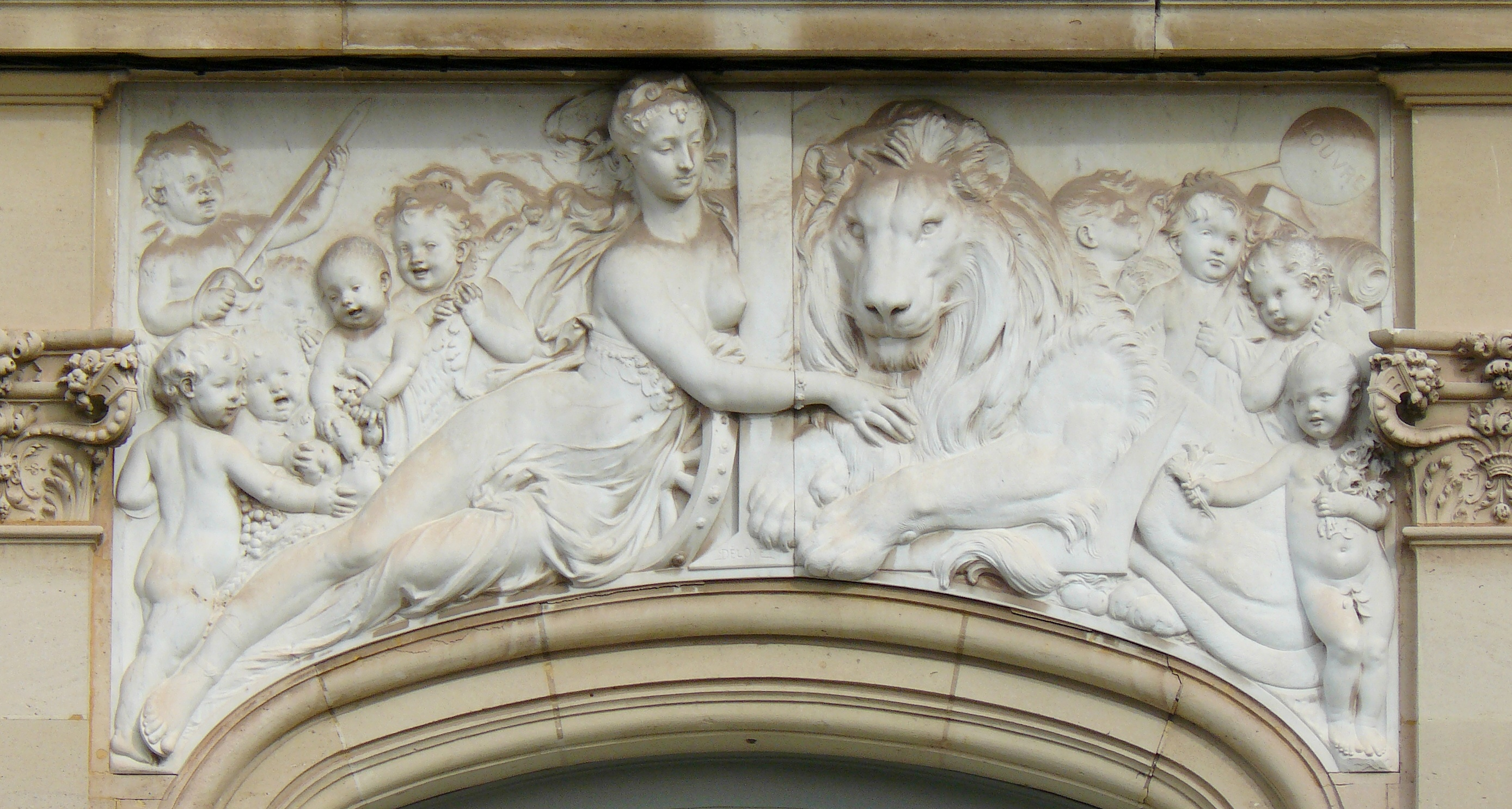
La Fortune et la Force, bas-relief, Essoyes, maison d'Auguste Hériot, fondateur des Grands Magasins du Louvre.
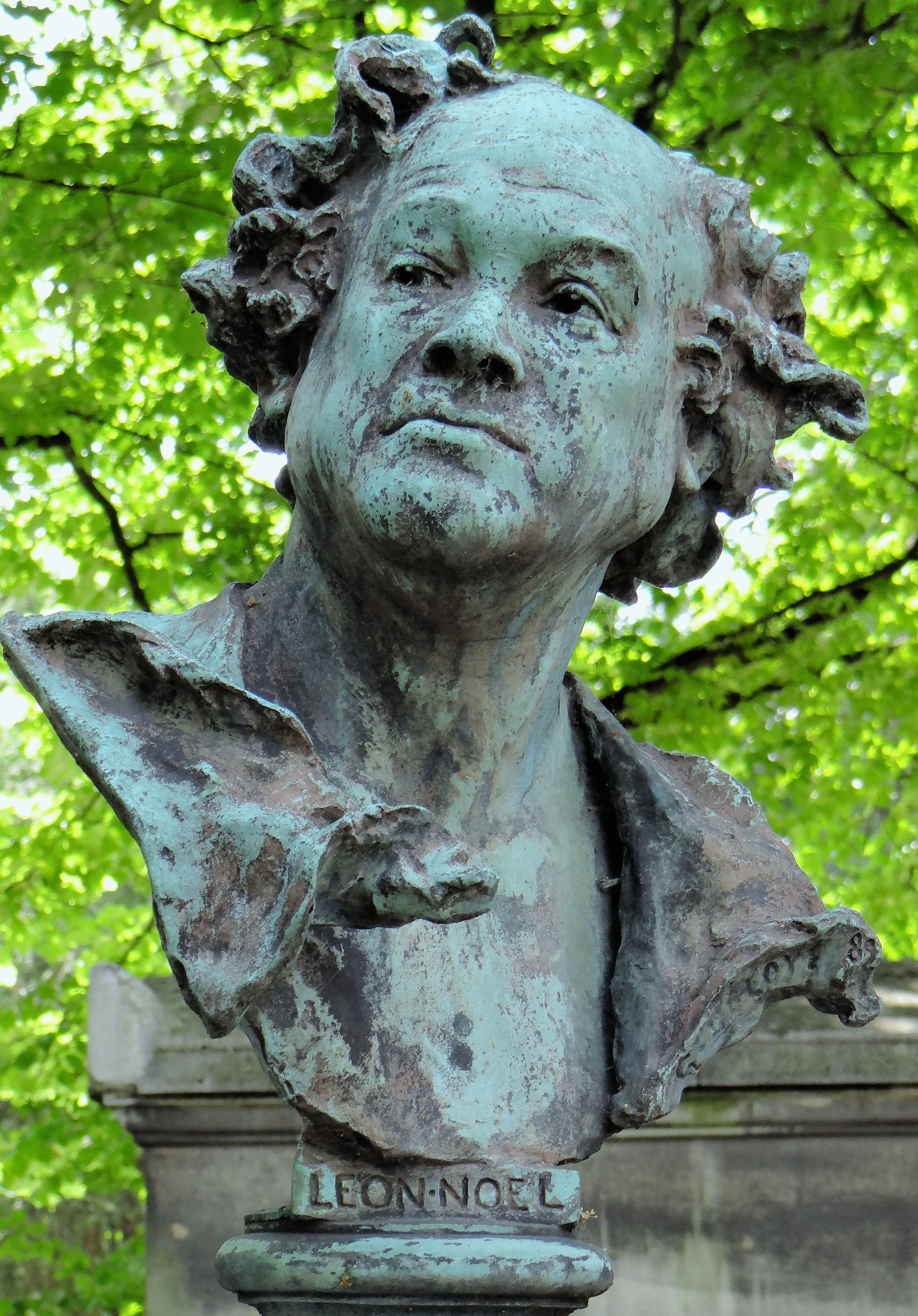
Léon Noël, Paris, cimetière du Père-Lachaise.
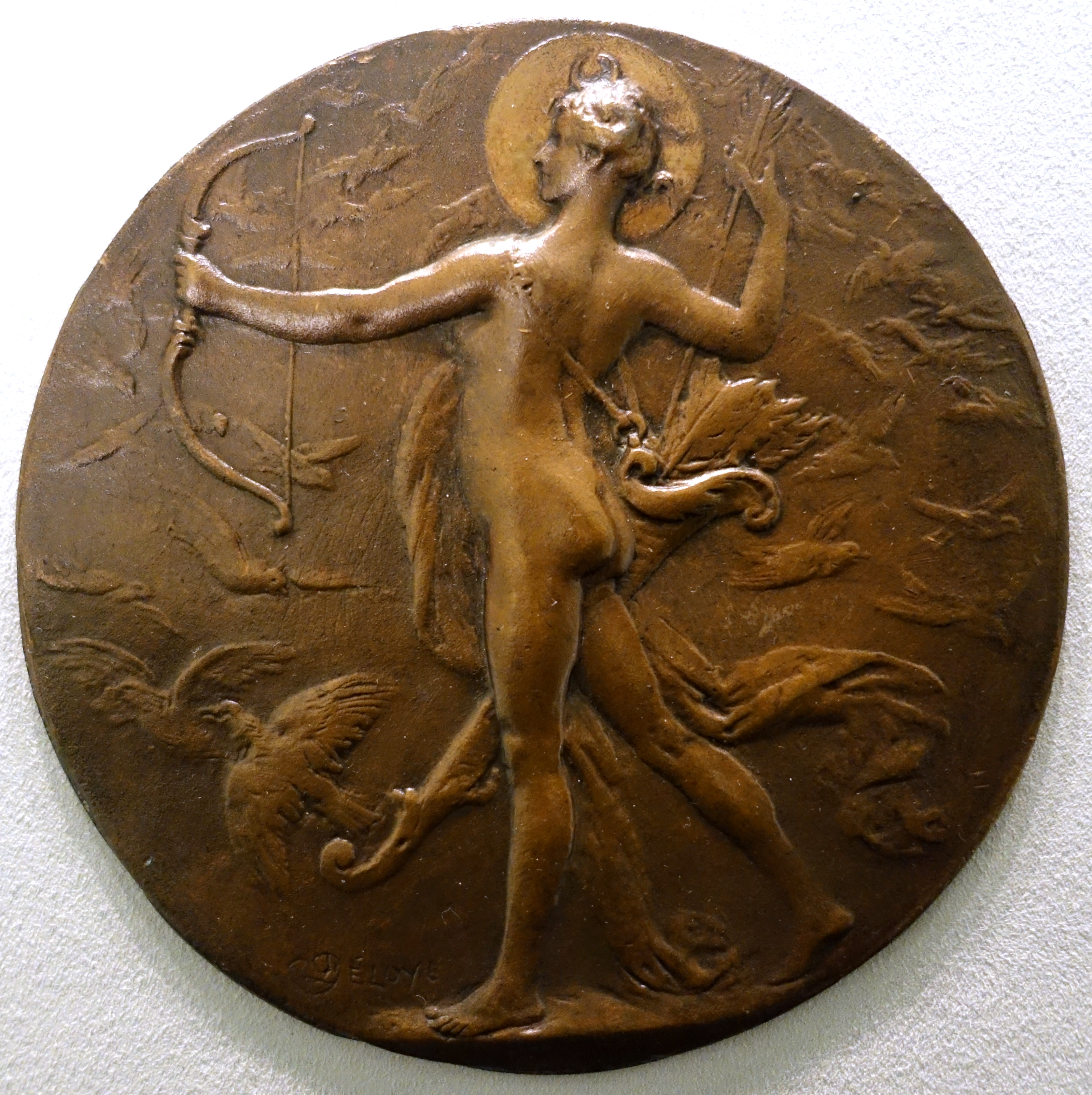
Diane, médaille, Berlin, musée de Bode.